# Єгоров Олександр Борисович
Олекса́ндр Бори́сович Єго́ров (нар.3 жовтня 1957, Бровари, Київська область, УРСР) — український державний діяч, екс-голова Державної митної служби України (23.09.2005 — 24.12.07), дійсний державний радник митної служби (26.10.2005). Почесний митник України (1996), Заслужений економіст України (1998), нагороджений орденом «За заслуги» ІІІ ступеня (2000).

## Життєпис
Народився 3 жовтня 1957 року в місті Броварах Київської області (УРСР). У 1983 році закінчив Київський національний університет імені Тараса Шевченка за спеціальністю «романо-германські мови та література». Вільно володіє французькою та англійською мовами.
З листопада 1975 по листопад 1977 року проходив строкову службу в лавах Збройних Сил СРСР у Прибалтійському прикордонному окрузі. Після демобілізації з Радянської армії, з грудня 1977 до серпня 1978 року був слухачем підготовчого відділення Київського держуніверситету імені Т. Г. Шевченка.
Олександр Єгоров працював вчителем іноземної мови з серпня 1983 року в середній школі № 216 міста Києва. З серпня 1986 по січень 1992 року обіймав посади інспектора, старшого інспектора, заступника начальника на Бориспільській митниці Державного митного комітету України. Був заступником голови Державного митного комітету України з січня 1992 року по січень 1996 року.
З січня 1996 року по жовтень 2003 року обіймав посаду першого заступника голови Держмитслужби України. З листопада 2003 року по вересень 2005 року керував Київським центром підвищення кваліфікації та перепідготовки кадрів Держмитслужби України. 23 вересня 2005 Указом Президента України Віктора Ющенка призначений на посаду голови Державної митної служби України. Був на посаді при двох прем'єр-міністрах з різних політичних таборів — нашоукраїнця Юрія Єханурова та регіоналів Віктора Януковича. 20 грудня 2007 року, через два дні після приходу на пост прем'єра Юлії Тимошенко та обрання нового уряду, Олександр Єгоров пішов у відставку. Раніше представники БЮТ неодноразово вимагали звільнення Єгорова, звинувачуючи Держмитслужбу в тому, що вона загрузла в корупції.

## Доробок
Є автором та співавтором ряду праць:
- «Святиня вашої сім'ї» (2004)(рос.);
- «Митна економіка» (2005);
- «Вивчаємо митне законодавство: Тематичні завдання, тести: Посібник» (2004);
- «Мовне спілкування: Термінологічний посібник митника» (1998);
- «Новий Митний кодекс України. Набрання чинності 2004. Перевіряємо готовність» (2004);
- «Як заповнити вантажну митну декларацію» (1993, співав.);
- «Єдиний митний тариф України» (1993, співав.);
- «Енциклопедія митної справи» (т.2, 1996; т.3, 1997; т.5, 6, 1998; співав.)(рос.).

## Нагороди та звання
- 1996 — Почесний митник України;
- 1998 — почесне звання Заслужений економіст України;
- 2000 — орден «За заслуги» ІІІ ступеня.